# 小野直美
小野 直美（おの なおみ）は、日本の漫画家。奈良県奈良市出身。

## 人物
- 奈良県奈良市出身・在住であり、血液型はO型である。趣味は寺めぐりと見仏である[1]。

## 作品
- 古都恋ひ風（2006年1月）
- 時つ風 桜花（2006年5月）
- ホーム スイート ホーム（2007年2月25日 - 2008年）
- メッシュ!!（2009年4月）